# 內蓋膜

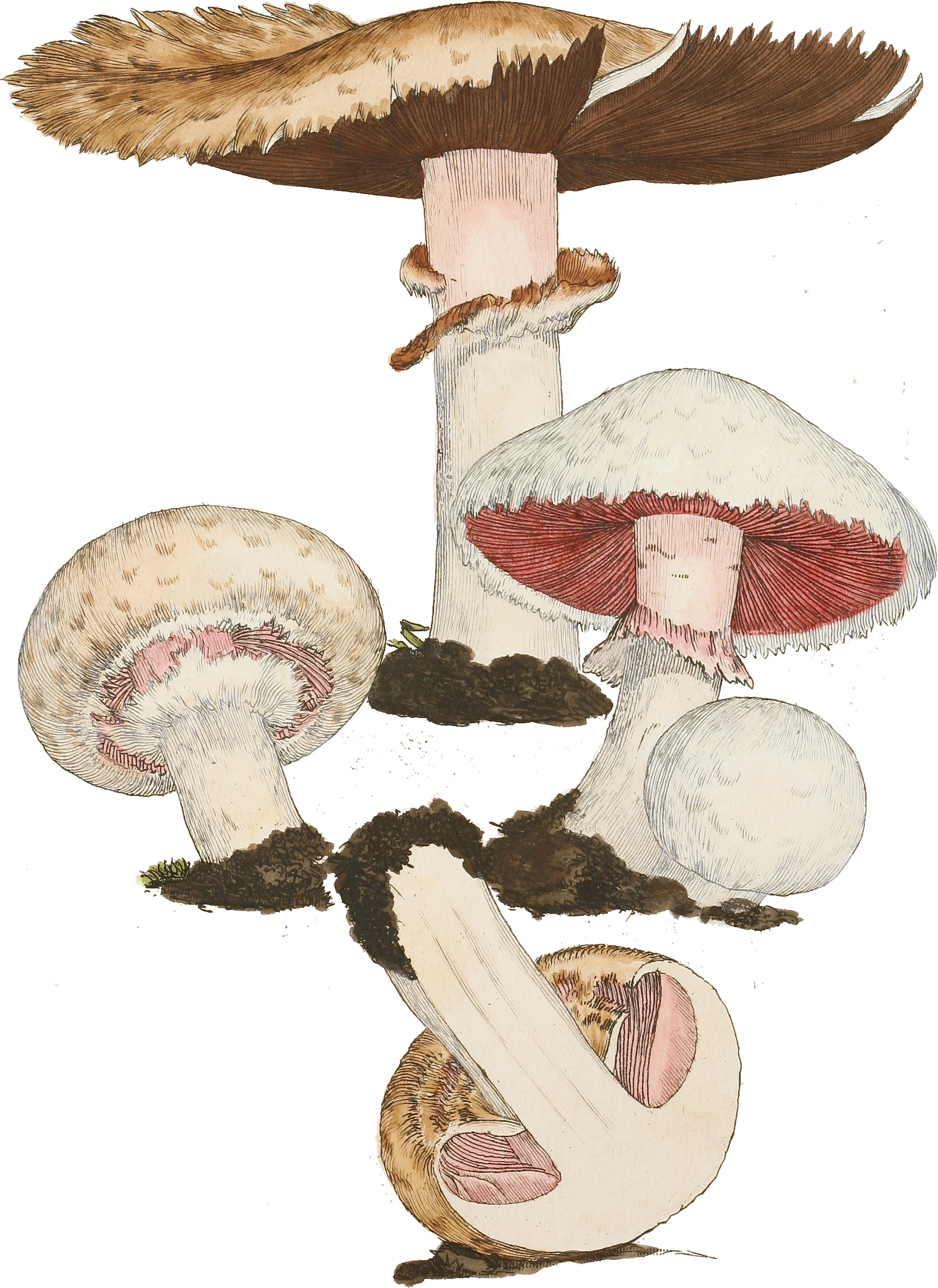
四孢蘑菇的發育階段，顯示出內蓋膜的腳色與發育。

在真菌當中，內蓋膜（又稱菌幕），是部分真菌擔子菌門的子實體（一般是傘菌）當中可發現的暫時性組織構造。其功能是在保護與分離發育中的子實層，之後會以菌褶呈現，可在菌傘的下表皮中發現。相較於外被組織，內蓋膜會從菌柄表面延伸到菌傘邊緣。一旦子實體成熟，孢子準備傳播，內蓋膜就會瓦解，形成菌環殘留在菌柄或是菌傘邊緣。在部分蕈類，外被組織與內蓋膜會同時存在。

### 引用
1. Kirk PM, Cannon PF, Minter DW, Stalpers JA.  10th. Wallingford, UK: CABI. 2008: 500. ISBN 978-0-85199-826-8.
2. ↑  Arora D. . Berkeley, California: Ten Speed Press. 1986: 16. ISBN 0-89815-169-4.